# Asen Nikolov
Asen Nikolov (bug: Асен Николов) (Plovdiv, 5. kolovoza 1976.), je bugarski umirovljeni nogometaš.
Nikolov je u Partizan stigao s prefiksom prave desetke. Došao je uz velike hvalospjeve trenera Miodraga Ješića. Međutim, pošto je razočarao pristupom, Ješić je rekao da neće više odigrati ni minute za Partizan dok je on trener. U Bugarskoj ima nadimak "Bebeto". U Partizan je stigao iz azerbejdžanske ekipe Turan.

## Vanjske poveznice
- Profil na LevskiSofia.info (engl.)